# Eugène (stripreeks)
Eugène is een Nederlandse stripreeks die begonnen is in 2002. Alle albums zijn getekend en geschreven door Jan Dirk Barreveld.
Het eerste album werd in eigen beheer uitgegeven. Daarna gaf Silvester vijf albums uit. Daarna verschenen er drie albums bij uitgeverij Strip2000. Na het faillissement van Strip2000 verschijnt Eugène bij uitgeverij Syndikaat.

## Inhoud
Eugène heeft vaak maar moeite met de alsmaar veranderende wereld om zich heen. Als hij niet werkt in zijn niet goed lopende platenwinkel of in het koffiehuis (deeltijdbaan), dan worstelt hij met zijn relaties, heeft hij veel te verduren met zijn ondeugende kat of zit hij opgescheept met zijn kinderlijke neef. Daarbuiten wordt zijn wereld bevolkt door onder andere een tweetal vreemde buitenaardse wezens, brutale vogels en recalcitrante bejaarden.

## Albums
1. Eugène
2. Kopzorgen
3. Zwaar weer
4. Stoorzenders
5. Comeback
6. Blijven lachen
7. Bakkie troost
8. Goeie zin
9. Lekker bezig
10. Eugène en die dikke
11. Nepnieuws
12. To go
13. Lockdown

### Buiten de reeks
1. Het geval Eugène - 10 jaar Eugène onder de loep